# Litouwen op de Olympische Winterspelen 1998
Tijdens de Olympische Winterspelen van 1998, die in Nagano (Japan) werden gehouden, nam Litouwen voor de vierde keer deel.

## Deelnemers en resultaten
(m) = mannen, (v) = vrouwen 

### Alpineskiën
| Olympiër      | Discipline     | Resultaat | Prestatie                                 |
| ------------- | -------------- | --------- | ----------------------------------------- |
| Linas Vaitkus | afdaling (m)   | 25e       | 1.56,22 (+6,11)                           |
| Linas Vaitkus | combinatie (m) | dnf-s2    | opgave slalom run 2 slalom: — (58,93+dnf) |

### Biatlon
| Olympiër         | Discipline | Resultaat | Prestatie                                   |
| ---------------- | ---------- | --------- | ------------------------------------------- |
| Liutauras Barila | 10 km (m)  | 59e       | 31.23,7 (+4.07,5) pen.: 5 (4 + 1)           |
| Liutauras Barila | 20 km (m)  | 43e       | 1:02.12,2 (+6.55,8) pen.: 5 (1 + 0 + 3 + 1) |

### Kunstrijden
| Olympiër                            | Discipline | Resultaat | Prestatie                                             |
| ----------------------------------- | ---------- | --------- | ----------------------------------------------------- |
| Margarita Drobiazko Povilas Vanagas | ijsdansen  | 8e        | 16,2 p. (verpl.1: 8 - verpl.2: 9 - org.: 8 - vrij: 8) |

### Langlaufen
| Olympiër            | Discipline                    | Resultaat | Prestatie                             |
| ------------------- | ----------------------------- | --------- | ------------------------------------- |
| Ričardas Panavas    | 10 km klassiek (m)            | 30e       | 29.24,1 (+1.59,6)                     |
| Ričardas Panavas    | 30 km klassiek (m)            | 30e       | 1:41.15,6 (+7.19,8)                   |
| Ričardas Panavas    | 50 km vrije stijl (m)         | dnf       | opgave                                |
| Ričardas Panavas    | achtervolging 10 km+15 km (m) | 42e       | +5.34,6 (10 km:29.24 + 15 km:43.12,3) |
| Vladislavas Zybaila | 10 km klassiek (m)            | 44e       | 30.09,9 (+2.45,4)                     |
| Vladislavas Zybaila | 30 km klassiek (m)            | dnf       | opgave                                |
| Vladislavas Zybaila | 50 km vrije stijl (m)         | 51e       | 2:23.34,6 (+18.26,4)                  |
| Vladislavas Zybaila | achtervolging 10 km+15 km (m) | 51e       | +6.35,2 (10 km:30.09 + 15 km:43.27,9) |
|                     |                               |           |                                       |
| Kazimiera Strolienė | 5 km klassiek (v)             | 76e       | 21.17,5 (+3.39,6)                     |
| Kazimiera Strolienė | 15 km klassiek (v)            | 64e       | 58.48,3 (+11.52,9)                    |
| Kazimiera Strolienė | 30 km vrije stijl (v)         | 55e       | 1:40.57,9 (+18.56,4)                  |
| Kazimiera Strolienė | achtervolging 5 km+10 km (v)  | 68e       | +10.14,4 (5 km:21.17 + 10 km:35.04,3) |

Amerikaanse Maagdeneilanden · Andorra · Argentinië · Armenië · Australië · Azerbeidzjan · België · Bermuda · Bosnië en Herzegovina · Brazilië · Bulgarije · Canada · Chili · China · Chinees Taipei · Cyprus · Denemarken · Duitsland · Estland · Finland · Frankrijk · Georgië · Griekenland · Groot-Brittannië · Hongarije · Ierland · IJsland · India · Iran · Israël · Italië · Jamaica · Japan · Joegoslavië · Kazachstan · Kenia · Kirgizië · Kroatië · Letland · Liechtenstein · Litouwen · Luxemburg · Macedonië · Moldavië · Monaco · Mongolië · Nederland · Nieuw-Zeeland · Noord-Korea · Noorwegen · Oekraïne · Oezbekistan · Oostenrijk · Polen · Portugal · Puerto Rico · Roemenië · Rusland · Slovenië · Slowakije · Spanje · Trinidad en Tobago · Tsjechië · Turkije · Uruguay · Venezuela · Verenigde Staten · Wit-Rusland · Zuid-Afrika · Zuid-Korea · Zweden · Zwitserland